# حديقة المرح
حديقة المرح هو مسلسل تلفزيوني من إنتاج شبكة بي بي سي البريطانية تحت اسم In the Night Garden بالعربية في حديقة الليل، انتج المسلسل للأطفال لمن هم في سن الأولى إلى الرابعة، النسخة العربية من المسلسل تعرض على قناة براعم للأطفال.
المسلسل من إخراج أندرو ديفينبورت وأن وود، وهم انفسهم مبتكرين شخصيات المسلسل الشهير تليتبيز، حقق المسلسل شهرة واسعة عالميا وهو موجه خصوصا لمن هم دون سن الرابعة، وقد تمت دبلجة المسلسل الي عدة لغات.

## ميزانية المسلسل
بلغت ميزانية إنتاج المسلسل 14500000 £، ويعتبر امتداد لشخصيات من المسلسل الشهير السابق تليتبيز.

## حلقات المسلسل
بلغ عدد حلقات المسلسل 100 حلقة، بدأت فكرة المشروع في أكتوبر من العام 2005 لتعرض أول عشرون حلقة في 2007 وتكتمل المائة حلقة في العام 2010، وحسب ماصرحت به المنتح وهو شبكة بي بي سي البريطانية أنه لن يتم طرح أي سلسلة جديدة مستقبلا.
يقول مبتكر الشخصية: أردنا من هذا المسلسل أن نكتشف الفرق بين مرحلة اليقظة والنوم والأحلام التي تصاحبنا من وجهة نظر الطفل.
تتميز شخصيات المسلسل بقله الكلام، حيث تعتمد على اللغة الحركية لمخاطبة الطفل لتخرج كل حلقة بفائدة ومعرفة جديدة يكتسبها الأطفال وهي عبارة عن قصة مبسطة تروى في نهاية كل حلقة من المسلسل.

## أبرز الشخصيات
الشخصية المحورية في المسلسل هي شخصية جوجو ترافقه صديقته ريحانه بالإضافة إلى الشخصية المرحة نظيف نظيف والدمى المضحكة.
- جوجو
- ريحانة
- نظيف
- الدمى المضحكة
- الدمى الحمراء
- القطار العجيب
- الطائرة الظريفة
- الدمى الزرقاء
- العائلة السعيدة

## عن البرنامج
يوصف برنامج حديقة المرح بحسب الموقع الرسمي له بأنه كالكتاب المصور لإطفال الحضانة، والذي يأخذ الطفل إلى عالم بين الحقيقة والخيال.
تبدأ كل حلقة باستلقاء جوجو في قاربة الصغير وسط الماء ليبدأ كل يوم حلماً جديداً، يتركز الحلم حول حديقة خيالية يزورها جوجو اسمها حديقة المرح فيها تظهر الشخصيات الأخرى من المسلسل ريحانه ونظيف نظيف والدمى المضحكة والطائرة الظريفة.
تم إنتاج المسلسل في اجواء مفتوحة نهارية مع استخدام مكثف لدمى بعدة أحجام للشخصيات، كبيرة يتم تصويرها مباشرة بالكاميرا وأخرى صغيرة يتم معالجتها ببرامج حاسوب مع خلفيات افتراضية، كذلك تم استخدام ألعاب مقربة ومحببة للأطفال كالقطار والطائرة.

## جوائز
حصل المسلسل على العديد من الجوائز العالمية ومن أشهرها جائزة بافتا BAFTA للأطفال في العام 2009 وجائزة نيويورك شيلدرن بروجرامز 2010

## روابط خارجية
- حديقة المرح على موقع IMDb (الإنجليزية)
- حديقة المرح على موقع ميتاكريتيك (الإنجليزية)
- حديقة المرح على موقع قاعدة بيانات الفيلم (الإنجليزية)